# Grabmal von König Władysław II. Jagiełło

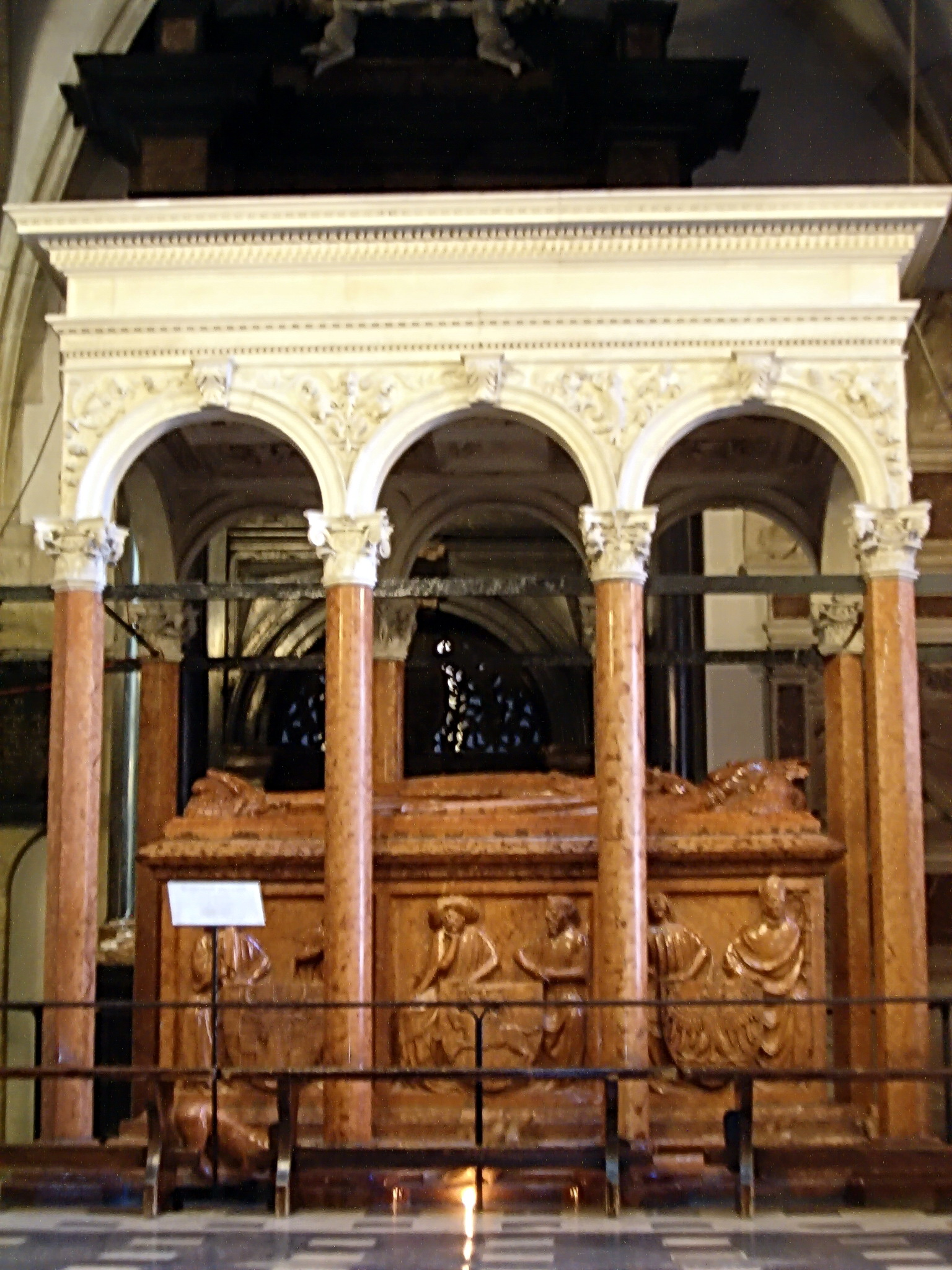
Grabmonument von König Władysław II. Jagiełło in der Wawel-Kathedrale

Das Grabmal von König Władysław II. Jagiełło  (* vor 1362; † 1. Juni 1434), der ab 1377 Großfürst von Litauen  und von 1386 bis 1434 zusätzlich auch König von Polen war, befindet sich in der Wawel-Kathedrale in Krakau. Es besticht durch hohe künstlerische Qualität und zählt zu den bedeutendsten Werken der gotischen Bildhauerei in Mitteleuropa im zweiten Viertel des 15. Jahrhunderts. Der etwa hundert Jahre später im Stil der Renaissance angefertigte Baldachin zeichnet sich gleichfalls durch hervorragende Qualität aus.

## Motivation
Der von 1377 bis 1386 als Heide regierende Großfürst Jogaila von Litauen war 1386 wegen seiner Ehe mit der Erbin des Königreiches Polens zum katholischen Christen Władysław geworden und war durch den folgenden Erwerb auch der polnischen Krone zu einem der größten Territorialherren und einem der mächtigsten Herrscher Europas aufgestiegen. Militärisch unter anderem 1410 gegen den mächtigen Deutschen Orden in der Schlacht bei Tannenberg erfolgreich und durch seine vier Ehen mit halb Europa verschwägert, wollte er bei seinem Grabmal nicht hinter seinen Vorgängern Władysław I. Ellenlang († 1333) und Kasimir den Großen († 1370) zurückstehen, die in der Wawel-Kathedrale in prächtigen Tumbagräbern mit Baldachinen ruhten. Er beauftragte daher zu seinen Lebzeiten die besten verfügbaren Steinbildhauer mit der Errichtung seiner Tumba und erlaubte ihnen vielleicht auch von seinem Gesicht einen Abdruck anzufertigen damit diese ein portraitartiges Abbild auf der Tumba darstellen können, um dadurch kommenden Generationen jahrhundertelang mit seinen Gesichtszügen präsent zu bleiben.

## Künstlerische Gestaltung

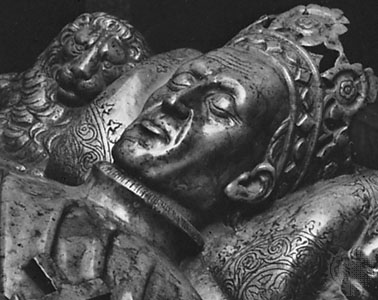
Sarkophag von König Władysław II., Blick auf das portraitähnliche Gesicht

Das Grabdenkmal befindet sich auf der rechten Seite des Mittelschiffes unter einer Arkade, die das Hauptschiff mit dem rechts gelegenen südlichen Nebenschiff verbindet. Es handelt sich dabei um ein freistehendes Tumbagrabmal mit einem Baldachin, der auf acht Säulen ruht.
Auf der Oberplatte der Tumba liegt die vollplastische Figur des Monarchen mit königlichen Insignien, wobei der Kopf, der offensichtlich Portraitcharakter hat, auf einem Polster liegt, der von zwei Löwen flankiert wird, während sich die Füße auf einen Drachen stützen. Die Seitenplatten zeigen Trauergestalten, die als Vertreter des Rates des Königreiches interpretiert werden. Sie tragen Schilde mit Wappen seines Herrschaftsbereiches, wie Polen, Litauen, des Dobriner Landes, des Landes Wieluń und Großpolen. Auf dem Sockel sind Jagdhunde und Jagdfalken dargestellt.
Das Grabmal besteht aus zwei in Material und Stil unterschiedlichen Teilen. Während die Tumba und die umgebenden Säulen aus rotem ungarischen Marmor bestehen und im 15. Jahrhundert entstanden, besteht der Baldachin aus weißem Sandstein und geht auf das 16. Jahrhundert zurück.
Mangels Signaturen und urkundlichen Aufzeichnungen sind sowohl die genaue Entstehungszeit wie die Autorschaft dieses Grabmals umstritten, fest steht jedoch, dass es sich stilistisch von allen anderen gotischen Plastiken des 14. Jahrhunderts in Polen unterscheidet.
Die Fertigstellung der Tumba wird verschieden datiert, nach K. Estreicher erfolgte sie im Jahre 1421 durch einen Künstler aus der Toskana, während andere Forscher sie nach dem Tod des Königs im Jahre 1434 datieren, indem sie wegen des Portrait-Charakters des Kopfes davon ausgehen, dass dies auf der Verwendung einer Totenmaske beruht. Auch bezüglich der Künstler bestehen verschiedene Meinungen, da deren Herkunft von verschiedenen Wissenschaftlern in ganz verschiedenen Richtungen gesucht wird, entweder in Süddeutschland, in Burgund oder auch in Ungarn.
Etwas genauer lässt sich der Baldachin datieren, bei dem es sich offensichtlich um einen Ersatz für den ursprünglichen Baldachin in rotem Marmor handelt. Man versuchte dabei offensichtlich nicht, den ursprünglichen material- und farbmäßig einheitlichen Charakter des Grabdenkmals durch Verwendung desselben oder eines ähnlichen Marmors wiederherzustellen, sondern fertigte den Baldachin aus weißem Sandstein an, wodurch ein scharfer Kontrast zu der dunkelroten Tumba entstand. Über die Gründe dieser Entscheidung kann man nur spekulieren, wobei man an verschiedene Gründe denken könnte, sei es an spirituelle – Andeutung des Himmels oder Paradieses? - an künstlerische – Vermeidung einer simplen Nachahmung zugunsten eines eigenständigen „zeitgemäßen“ Kunstwerkes – oder auch an rein ökonomische Gründe, die für eine preisgünstige Ausführung in weißem Sandstein sprachen.
Dieser Steinbaldachin wurde in den Jahren 1519 bis 1524, d. h., fast hundert Jahre später als die Tumba, im Auftrag von König Sigismund I. dem Alten  von den italienischen Künstlern unter der Leitung des   bedeutenden Renaissancearchitekten Bartolomeo Berrecci (* 1480 in Florenz; † 1537 in Krakau) angefertigt. Berecci, stammte aus Florenz, kam um 1516 nach Polen und verbrachte dort den Großteil  seiner Laufbahn.  Von König Sigismund I.  erhielt er umfangreiche Aufträge, darunter die Aufgabe, das Königsschloss Wawel, das 1499 durch einen Brand schwer beschädigt worden war, im Renaissancestil wieder aufzubauen und in der Wawel-Kathedrale die großartige Sigismund-Kapelle als königliche Grablege zu errichten.
Der von ihm geschaffene Baldachin des Grabmals weist  halbrunde Archivolten auf, wächst aus fein gemeißelten korinthischen Kapitellen auf und zeichnet sich  durch eine reiche Ausschmückung mit grotesken Motiven und Panoplien, d. h.,  mit dekorativen Kompositionen aus antiken Rüstungen, Schilden, Waffen und Fahnen aus. Im Kassettengewölbe sind die Wappen Polens und Litauens sowie Darstellungen der  königlichen Triumphe zu sehen.